# 真夏の夜のナマ解説 どう読む転換期の日本
真夏の夜のナマ解説 どう読む転換期のにっぽん（まなつのよるのなまかいせつ どうよむてんかんきのにっぽん）は、2007年8月10日23:00-8月11日3:10（日本時間）にNHK総合テレビジョンで放送された長時間の解説・討論会番組である。

## 概要
当番組は、平日23:30から24:10放送「ニュース&スポーツ」で放送されている解説コーナー「時論公論」の特別拡大編と位置づけて放送されたもので、2007年7月29日に行われた第21回参議院議員通常選挙の結果を受けて、今後の政権運営や国会運営に向けた様々な課題をNHK解説委員が総動員して徹底的に討論を行ったものである。

### 放送スケジュール
- 8月10日 23:00-23:40　第1部
- 23:40-24:10　きょうのニュース&スポーツ（一般ニュースとスポーツニュース、ローカルニュースのみ放送）
- 8月11日 0:10-3:10　第2部

## 取り上げたテーマ
- 今後の政権運営
- 国会運営 その他

## 出演者
- 総合司会 - 神志名泰裕（解説委員長）
- 進行 - 兼清麻美アナウンサー